# Diandra Forrest
Diandra Forrest (Nova Iorque, 22 de outubro de 1989
) é uma modelo albina afro-americana. Ela cresceu no Bronx, filha de pais afro-americanos. Diandra não é o único albino na família — de seus três irmãos ela também tem um irmão com a mesma condição. Seu cabelo é naturalmente loiro, sua pele e pêlos faciais são brancos, seus olhos são verdes, e seus lábios e nariz são claramente africanos.
Durante a infância Diandra era hostilizada na escola por sua condição e seus pais acabaram transferindo ela para o New York Institute For Special Education (Instituto de Educação Especial de Nova Iorque), onde ela acabou convivendo com outros albinos. Na adolescência as coisas começaram a mudar, a jovem Diandra, uma vez ridicularizada, agora estava sendo parada regularmente nas ruas e metrôs de Nova Iorque por estranhos curiosos a respeito de seu albinismo. Um dia, enquanto fazia compras, um jovem fotógrafo, Shameer Khan, a observava. Ele disse que ela "era linda e que deveria modelar". E foi o que Diandra fez. Depois de trabalhar e fazer alguns testes por dois meses, ela se juntou a Elite Models NY. Foi a primeira vez que uma modelo albina já assinou com uma das principais agências de modelos.
Diandra trabalhou para clientes como MAC, Vivienne Westwood e Jean Paul Gaultier. Ela também se tornou um porta-voz de outros negros albinos, depois de aprender sobre seus maus tratos, particularmente na África Oriental, onde superstições locais significam que muitos vivem com medo de seqüestro e mutilação. Ela trabalha com uma organização na Tanzânia chamada Assisting Children in Need (Assistindo as Crianças em Necessidade — ACN), lutando contra a discriminação contra a comunidade albina do país.